# Drymeia yadongensis
Drymeia yadongensis är en tvåvingeart som först beskrevs av Zhong, Wu och Fan 1981.  Drymeia yadongensis ingår i släktet Drymeia och familjen husflugor. Inga underarter finns listade i Catalogue of Life.